# ステファヌス7世 (ローマ教皇)
ステファヌス7世と呼ばれることがあるローマ教皇は2人存在する。「ステファヌス」の名を持つ教皇の代数に関する歴史的経緯はステファヌス (教皇選出者)#「教皇ステファヌス」とその代数を参照。
1. ステファヌス7世 (在位:896年-897年)→ステファヌス6世 (ローマ教皇) を参照。
2. ステファヌス7世 (在位:928年-931年)→ステファヌス7世 (8世)とも書かれる。

本項では、現在教皇庁および『教皇庁年鑑』が正式に認めている、928年に即位した人物について扱う。
cステファヌス7世（Stephanus VII、? - 931年3月15日）は、第124代ローマ教皇（在位：928年12月 - 931年2月）。

## 生涯
出身はローマ。司祭を務めていた。928年12月に先代のレオ6世が殺害されたため、新教皇に選出された。しかしセルギウス3世の愛人であったマロツィアの傀儡だったという。931年3月に死去した。